# Wakeboarding
Wakeboarding je vodní neolympijský sport, který spočívá v jízdě na wakeboardu taženém lodí nebo Lanovým vlekem po vodní hladině. Byl vyvinut jako kombinace vodního lyžování a technik surfingu.

## Wakeboarding za lodí
Wakeboardista je tažen na laně za lodí, většinou rychlostí kolem okolo 30–34 kilometrů za hodinu, a loď bývá v profesionálních podmínkách upravena pro ideální tvar vlny (větších rozměrů a tvaru), tak aby ji jezdec mohl použít jako odrazový můstek, ze kterého se pak dělají různé triky – rotace, salta i jejich kombinace. Rychlost záleží na stavu vodní hladiny, hmotnosti wakeboardisty, velikosti wakeboardu a také na zkušenostech wakeboardisty. Na profesionální tahání se používají motorové čluny speciálně k tomu vyrobené, disponující balastními nádržemi; obvykle mají lodní šroub umístěný pod trupem. Dá se jezdit i za normální lodí od výkonu +/- 30 kW, tyto lodě bývají obvykle svépomocí dovybaveny zátěžovými vaky, s jejichž pomocí lze dosáhnout ideální vlny.
Při tomto sportu nezáleží jednoznačně na velikosti vlny za lodí, ale na jejím tvaru. I mírně složitější triky je pak možné odjet za běžnou lodí. Čas trávený za lodí se počítá na tzv. motominuty dle ceníku jednotlivých klubů. Členové oddílů jezdí pak obvykle za cenu pohonných hmot a klubové poplatky. Výhodou této varianty wakeboardingu je, že jezdec má neustále k dispozici vlnu jako skok. Zatímco v parcích má k dispozici v lepším případě několik skoků na jedno kolo, zde má jezdec skok po celou dobu jízdy. V současnosti se do lodí začínají instalovat také LPG pohony a začínají se objevovat prototypy elektrických pohonů. Nevýhodou je pak několikanásobně vyšší cena. V roce 2018 se jezdilo přibližně za 45 Kč za minutu či 2700–3500 za hodinu, zatímco celodenní jízda na vleku stála 700–1000 Kč.[zdroj?]
Jízda za lodí je náročnější a víc bolí pády. Trend je v ustupování jízdy za lodí a více se lodě využívají k WakeSurfingu.[zdroj?]

## Wakeboarding na vleku

### Velký vlek
Wakeboardista je tažen na laně, které je zachyceno na velkém dlouhém okruhovém laně a to je vypnuto mezi 4 až 6 sloupy ve výšce cca 10 metrů nad vodou (výška se mění podle typu a data výroby vleku, dnes se preferuje výška cca 10 m. Vyšší vleky nejsou moc pohodlné na jízdu, ale v oblibě je mají jezdci, kteří skáčou triky z vody a nebo kiteři. Na tomto velkém ideálně vypnutém laně může jezdit až 14 jezdců současně (záleží na typu vleku). Na trase mezi jednotlivými sloupy mohou být umístěny překážky, plovoucí nebo kotvené do dna. Vyrobené jsou z různých materiálů, přičemž se nejvíce používají plastové, vyrobené ze speciální hmoty, která je trvanlivá vůči oděru a slunečnímu záření. Na starých vlecích jsou i překážky vyrobené po domácku, bez certifikace a mohou být nebezpečné svojí konstrukcí. "Bezpečné" překážky jsou podobné jako ve snow parcích, avšak mají jiné tvary a hlavně jsou vyrobeny z jiného materiálu tak aby byly bezpečné při nárazu, protože jezdec wakeboardingu je méně chráněn. Více informací o wakeboardingu lze nalézt např. na internetovém magazínu Wakemag.cz. První velký čtyřsloupý vlek v ČR byl postaven v Chomutově a to v roce 1989 na Otvickém rybníce hned vedle Kamencového jezera.

### Malý vlek
Malý vlek je dvousloupý vlek, na kterém jezdí pouze jeden jezdec (výjimečně i dva, ale není to standardní) tam a zpět, přičemž na koncích projíždí obloukem tak, že bez zastavení pokračuje zpět. Výhodou malého vleku je o mnoho menší prostor který zabírá, tedy menší zásah do krajiny. Malý vlek má také o mnoho nižší pořizovací a provozní náklady. Jedním z českých výrobců malých vleků je firma Wakemaster, s.r.o., ze zahraničních lze jmenovat německé společnosti Rixen nebo Sesitec. První malý vlek v ČR byl postaven na Sečské přehradě, druhý pak v Plzni na Borské přehradě, kde byl jeden rok. Pak byl převezen do Prahy na Džbán, kde na něm proběhla mezinarodni exhibice na podporu osvěty sportu. Tento vlek nakonec zakotvil na Hostivařské přehradě v Praze.  Dnes je v ČR více než 30 malých vleků.

## Naviják (winch)
Naviják je velmi rozšířený pro streetové akce. Respektive se využívá na místech jako řeky, jezy, fontány, ulice při záplavě, rybníky a vůbec všude jako jednorázová akce. Jednorázovými akcemi tohoto typu na našem území byla například série Redbull Winch Session.
Lano může být 300 i více metrů dlouhé. Rychlost je stejná jako na vleku. Navijáky jsou benzínové i elektrické.

## Vybavení jezdce
Pro jízdu na wakeboardu je nezbytné mít wakeboard (deska podobná snowboardu s jiným tvarem pevností s vázáním pevně uchyceným k nohám), plovací vestu, helmu, plavky nebo neopren (individuální). Wakeboarding, hovorově "WEJK", je stále se rozvíjející sport, u kterého vznikají stále nové techniky jízdy. Prkna za loď jsou jiná než na vlek a jiná na překážky, je tedy třeba volit typ prkna. Prkno za loď je jiné než do parku. Přestože se výrobci snaží vyrobit prkno univerzální, není možné použít stejnou desku pro závodní účel. Pro hobby jízdu to možné je. Požadovaná tuhost desky je totiž nežádoucí pro jízdu na překážce a naopak.

## Historie
První wakeboard vyrobil někdy kolem roku 1986 v San Diegu Tony Finn, který později společně s Jimmy Redmonem z Austinu v Texasu (Jimmy Redmon ve stejné době procházel stejným procesem vynalézání, ale na úplně jiném místě) založil wakeboardovou společnost Liquid Force, která drží prvenství v nových trendech tohoto sportu. Redline model Jimmy Redmon a Skurfer model Tony Finn pochází ze stejné doby. Skurfer byl první board s uchycením nohou k desce.

## Závody
V ČR organizuje závody Český svaz vodního lyžování a wakeboardingu, ve světě Mezinárodní federace vodního lyžování a wakeboardingu (IWWF, dříve IWSF) je členem Mezinárodní asociace Světových her (IWGA) nebo WWA – Světová wakeboardová asociace (jedním ze zakládajících členů je Jimmy Redmon).
Nejvíce pořádaných závodů v ČR má za sebou Water Sports Club z.s.. Tento oddíl pořádá jak exhibice, amatérské závody tak i Mistrovství ČR evropské zastávky světového poháru.